# Лібурна

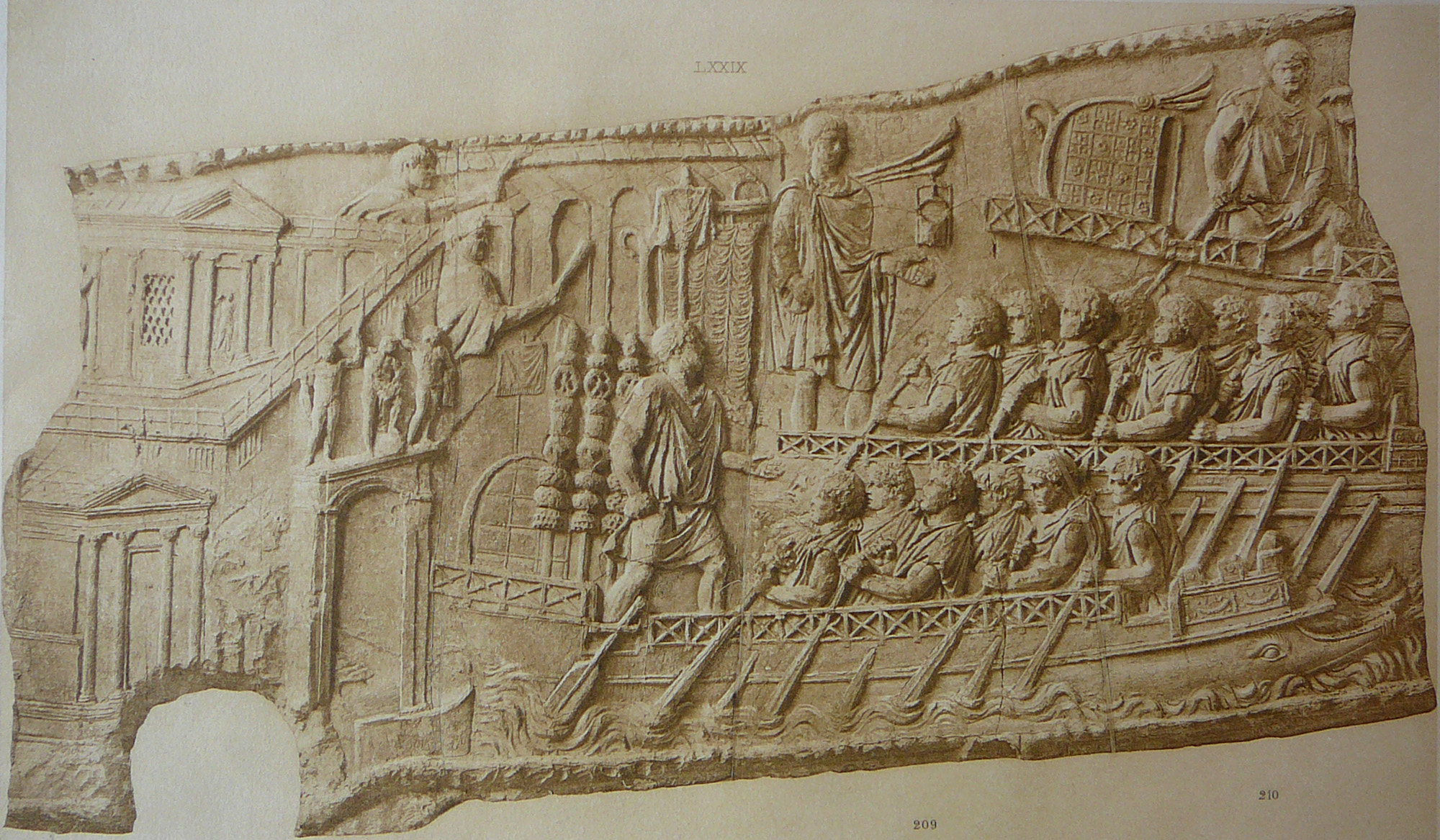
Римська бірема, можливо, схожа на лібурну, за часів Траянсько-Дакських воєн.

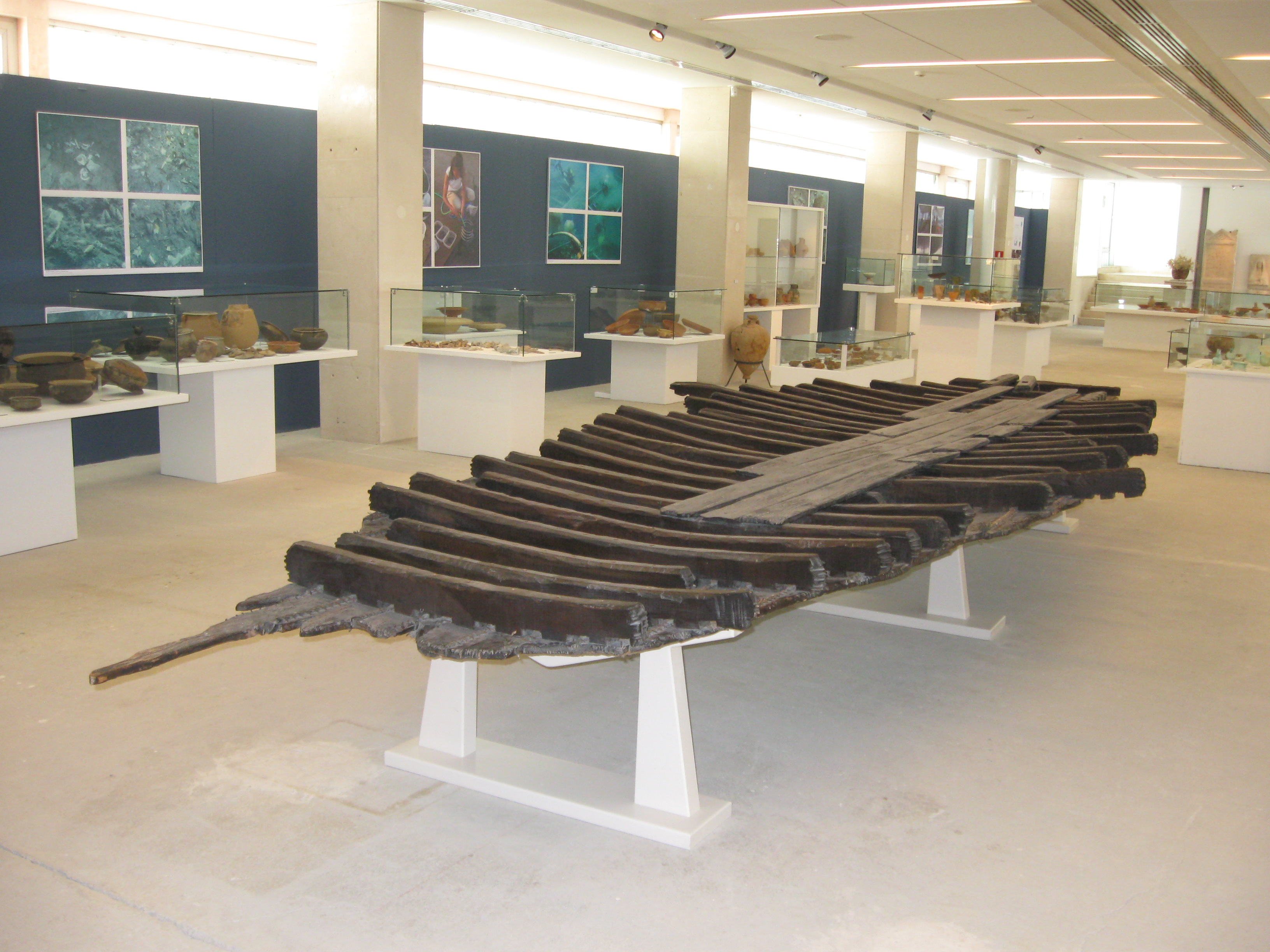
Залишки лібурни. Археологічний музей, Задар

Лібурна (лат. liburna) — військове судно Стародавнього Риму, поширене з часів ранньої Імперії.
Судно довжиною близько 30 м мало гострі обводи і водотоннажність до 80 т. Могло взяти на борт до 120 осіб. Кораблі цього типу прославилися в морській битві при мисі Акцій, коли завдяки своїй швидкості і маневреності оточували і за допомогою метальної зброї підпалювали значно більші кораблі супротивника. Римський історик I ст. Аппіан називає лібурнами легкі швидкі судна з двома рядами весел, по імені  іллірійського племені лібурнів, які на таких кораблях піратствували в Іонійському морі («Події в Іллірії», 1.3). На лібурни у римському флоті покладалися широке коло завдань, які в наш час виконують есмінці, — розвідка, охорона морської території, боротьба з піратами, послуги зв'язку, швидка доставка важливих вантажів. Утримання кораблів обходилося значно дешевше, ніж трирем, в короткі терміни було можливим створення флотилії замість втраченої. А в битві при Акції з'ясувалося, що лібурни ефективні не тільки в боротьбі проти піратів, але, споряджені відповідним чином, становлять загрозу більш великим кораблям.
Римський автор IV ст. Вегецій залишив такі замітки про лібурни (4.33-37):

«Але коли Август бився з Антонієм при Акціумі, головним чином завдяки допомозі лібурнів був переможений Антоній. На досвіді цього такого важливого бою виявилося, що кораблі лібурни більш придатні, ніж інші. Тому, взявши їх за зразок і засвоївши їхню назву, за їх подобою згодом римські владики створили свій флот. Лібурнія є частиною Далмації з головним містом Ядертіною; взявши приклад з кораблів цієї області, тепер і будують військові судна і називають їх лібурнами… Що стосується величини кораблів, то найменші лібурни мають по одному ряду весел; ті, які трохи більші, — по два; при підходящій величині кораблів вони можуть отримати по три, по чотири і по п'яти рядів весел. І нехай це нікому не здається величезним, так як в битві при Акціумі, як передають, зіткнулися між собою набагато більші кораблі, так що вони мали по шести і більше рядів весел.»

Згідно з Вегецієм, лібурни відрізнялися від інших кораблів того часу не кількістю рядів весел, але, мабуть, обводами корпусу і вітрильним спорядженням. З іншого боку, можливо, назва лібурни з легких суден з двома рядами весел перейшла на всі інші військові кораблі. Гострим носом лібурна могла таранити судно супротивника. На них встановлювалися шарнірно закріплені штурмові містки, метальні машини і навіть вежі на великих кораблях.
На відміну від римської біреми лібурни могли будуватися як у двох-, так і в одноярусному варіанті.